# Oliba Cabreta
Oliba Cabreta, I de Cerdaña y I de Besalú (c. 920-Montecasino, Italia 990), fue conde de Cerdaña de 968 a 988 y conde de Besalú de 984 a 988, año en el que se retiró a la abadía de Montecasino, donde falleció dos años más tarde.

## Sobrenombre
La primera mención sobre el conde Oliba con el apodo «Cabreta» —cabrita— aparece en la Gesta Comitum Barchinonensium. A finales del siglo XIV es mencionado en la Crónica de San Juan de la Peña en la cual el cronista explica que cuando el conde era airado «sempre movia l'un peu en semblança de cabreta qui vol cavar» —siempre movía un pie como cabrita que quiere cavar—, y es mencionado asimismo en Flos mundi (siglo XV). Pere Tomich, a mediados del siglo XV, añade otro motivo al sobrenombre: «Jamés podia parlar si primer no donava colps ab lo peu en terra IIII o V vegades, així com si fos cabra» —Jamás podía hablar si primero no daba golpes con el pie en la tierra 4 o 5 veces, como si fuera cabra—. A finales del mismo siglo se añade que no era ben catòlic (no era buen católico) en el sentido de tener algún problema de salud. Las afirmaciones de la historiografía medieval han sido interpretadas por autores posteriores como que Oliba era tartamudo y necesitaba realizar estos gestos de rascar la tierra con el pie para poder hablar.

## Entorno familiar
Oliba Cabreta era el cuarto hijo de Miró II, conde de Cerdaña y I de Besalú, y de su esposa Ava. Sus hermanos fueron Sunifredo II, Wifredo II, Miró III además de tres hermanas: Quixilona, Guilinda y Sesenauda. También tuvo una media hermana, hija ilegítima de su padre, llamada Gotruda que fue la esposa del conde Lope I de Pallars.  

## Vida
La descomposición del poder carolingio, acaecida durante el último cuarto del siglo IX condujo a que, tras la muerte en 897 de Wifredo el Velloso, sus hijos heredaran los condados sin que se los concediera el rey franco. La transmisión hereditaria de los condados era una práctica ilegal que, además de desacreditar la autoridad real, convertía un cargo público en patrimonio familiar; así, a finales del siglo IX, no existía un criterio establecido para determinar cómo se debía llevar a cabo la sucesión. Por ello, en primera instancia, los hijos de Wifredo el Velloso (Wifredo Borrell, Miró de Cerdaña, Sunifredo II de Urgel y Suniario) optaron por gobernar conjuntamente todos los dominios de su padre y administrarlos bajo la presidencia del primogénito Wifredo Borrell, aunque cuando cada uno de los condes co-gobernantes tuvo descendencia desestimaron la idea de herencia conjunta y cada hijo transmitió individualmente a sus herederos la parte del conjunto condal que regía: Wifredo Borrell, junto con Suniario, Barcelona, Gerona y Osona; Sunifredo, Urgel; y Miró II (897-927), Cerdaña, y los pagus de Conflent, Berga y Vallespir. Además, a la muerte, entre 913 y 920, de su tío Radulfo hermano pequeño de Wifredo el Velloso, Miró II también se convirtió en conde de Besalú a cambio de renunciar a sus aspiraciones sobre el condado de Barcelona.
Miró II murió en 929, y nombró como tutor de sus hijos a su hermano Sunifredo II de Urgel quien, según Zurita, «gobernó los estados de sus sobrinos muy pacíficamente». Había nombrado usufructuaria del patrimonio condal a su esposa Ava, ya que los hijos eran menores de edad; después de ella, dejó el condado in potestate de filios mees legítimos, pero no señaló ninguna parte determinada para cada uno de los hijos.  Esto, de facto, determinaba la herencia indivisible y el gobierno conjunto de los cuatro hijos. La condesa Ava tuteló y administró los condados durante la infancia de los hijos. Oliba aparece documentado por primera vez el año 936 comprando unas tierras del Vallespir con su madre. Desde el año 941 los hijos asumieron las funciones condales firmando conjuntamente los documentos como conde Sunifredo, conde Wifredo, conde Oliba y levita Miró.
El año 942 Sunifredo II gobernaba de manera independiente el condado de Cerdaña con los pagus de Berga y Conflent. Poco tiempo después el segundo hijo, Wifredo II, se hizo cargo del condado de Besalú. El año 952 los cuatro hermanos recibieron solidariamente del rey de Francia Luis IV la adjudicación de los bienes de Unifredo, vizconde de Conflent, culpable de traición. Participaron en la fundación del monasterio benedictino de San Pedro de Camprodón en 952. En este momento Oliba ayudaba Sunifredo en el gobierno y por ejemplo ambos asistieron el año 953 a la consagración de la iglesia de San Germán de Cuixá. En 957 aconteció en Besalú una revuelta nobiliaria liderada por un clérigo llamado Adalbert y en la que posiblemente estuvieron implicados los hijos del antiguo conde Radulfo, que culminó en el asesinato de Wifredo II. Sunifredo consiguió dominar el alzamiento y confiscó los bienes de los sublevados. En 958 los condes Sunifredo II y Oliba Cabreta y su madre, la condesa Ava, actuaron como albaceas del difunto, y Sunifredo adjuntó a sus condados el de Besalú y el de Vallespir. Durante estos años, Sunifredo II y Oliba hicieron donaciones a Isarn vizconde de Conflent (959) y junto con Miró Bonfill permutaron bienes en 964 con  Fredeburga, la penúltima abadesa de San Juan de las Abadesas.
Sunifredo II muere sin descendencia el año 965 y Oliba se convierte conde de la Cerdaña. Miró, aunque soltero, pasa a ser conde de Besalú y el Vallespir en dependencia del hermano mayor (en algunos documentos Miró lo califica como seniore meo et fratris). A la muerte de Miró (984), Oliba Cabreta reunirá otra vez el gobierno de los condados de la Cerdaña y de Besalú. No escatimó esfuerzos en la propagación del monaquismo y en organizar y proteger a la Iglesia de su diócesis, ya que así protegía y organizaba la autoridad de su linaje. De esta manera, potenciando los monasterios se suplía la carencia de una sede episcopal propia y se limitaba el poder de las diócesis foráneas con jurisdicción en la Cerdaña, esto es, Elna y Urgel. Así, en diciembre del año 968 junto con el abad Garí de Cuixá, emprendió un viaje a Roma donde el papa Juan XIII les otorgó dos bulas para los monasterios de Arlés y Cuixá. En 974 Oliba y su hermano Miró II presidieron la ceremonia de consagración de los siete altares de la nueva iglesia de San Miguel de Cuixà; también ambos hicieron donaciones a Ripoll (975 y 981), fundaron el cenobio de Santa María y San Urbicio de Serrateix (977) en el pagus de Berga, asistieron a la consagración de la nueva basílica de Ripoll (977) con el conde Borrell II de Barcelona, y fundaron el monasterio de San Pedro de Besalú (977).
Hacia el año 979, Oliba invadió las tierras del conde Roger I de Carcasona, quizás alegando ciertos derechos de soberanía como descendiente de los antiguos condes de Carcasona-Rasés. La superioridad militar de Oliba hizo que el conflicto se resolviera con la cesión del Capcir en la Cerdaña junto con las tierras de Salt, Fenollet, Donasà y Peyrepertuse, lugar donde mandó construir el castillo de Peyrepertuse en 980. Poco después, entre 979-981, en la región cercana a la marca de Solsona los vicarios de los castillos de Viver y de Estela (entre Puig-reig y Cardona) dirigieron un levantamiento que fue rápidamente sofocado.
El año 978 Garí, abad de Cuixà convence a Pedro Orseolo dux de Venecia, el cual apesadumbrado por la oposición de los partidarios de su antecesor, acepta retirarse al monasterio de San Miguel de Cuixá donde coincide con san Romualdo que hacía vida de eremita. Parece ser que Oliba tuvo conocimiento de ello y por influencia de Romualdo y los venecianos abdicó y, en febrero de 988, se retiró al monasterio italiano de Montecasino, donde hizo vida monacal. Durante la minoría de edad de sus hijos, su mujer Ermengarda actuó como regente.
Su supuesto exilio y muerte en Montecasino, más o menos admitido por la historiografía moderna es una cuestión desconcertante, ya que toda la historiografía medieval lo sitúa enterrado en Ripoll e ignora el viaje a Montecasino. Así lo menciona por ejemplo la Gesta Comitum Barchinonensium, escrita en Ripoll poco más de 100 años tras la muerte de su hijo el abad Oliba. De hecho, a principios del siglo XVI se le supone muerto junto con Borrell II de Barcelona en la batalla de Rovirans contra los sarracenos y en el monasterio de Santa María de Serrateix se conserva su supuesto sepulcro, en la entrada izquierda del ábside, posiblemente atribuido por ser el gran impulsor de este cenobio.

## Matrimonio y descendencia
Alrededor de 950, Oliba se casó con Ermengarda de Ampurias, también llamada Ermengarda de Rosellón, con la que tuvo cinco hijos:
- Bernardo Tallaferro (fallecido en 1020),[18] conde de Besalú y conde de Ripoll
- Wifredo II de Cerdaña (fallecido en 1050), conde de Cerdaña[18]
- Oliva (c. 971-1046), conde de Berga y Ripoll, obispo de Vich.[18]
- Berenguer de Cerdaña (fallecido en 1003), obispo de Elne[18]
- Adelaida de Cerdaña (fallecida en 1024), casada con Juan de Oriol,[18] señor de Ogassa

Con su amante Ingeberga de Besora tuvo una hija ilegítima:
- Ingeberga de Cerdaña (fallecida en 1046), abadesa del monasterio de San Juan de las Abadesas.[21][c]

| Predecesor: Sunifredo II | Conde de Cerdaña 968-988 | Sucesor: Wifredo II de Cerdaña |
| Predecesor: Miró II      | Conde de Besalú 984-988  | Sucesor: Bernardo I            |
| Predecesor: -            | Conde de Berga 968-988   | Sucesor: Abad Oliva            |